# Casba Boulaouane
La Casba Boulaouane (en árabe: قصبة بولعوان) es una casba situada en el municipio de Boulaouane, Marruecos. Está situada sobre una roca que se encuentra en un meandro del río Morbeya, lugar con buenas vistas de los alrededores.

## Historia
La casba fue construida alrededor de 1710. Se trata de una de las decenas de casbas construidas durante la época del sultán alauí Ismaíl como centro administrativo local. La casba está situada en un lugar estratégico con vistas al río y se puede acceder a ella a través del corredor estratégico conocido como Al-Kurrasa. El edificio está inspirado en una fortificación similar construida durante la época bizantina.
La casba fue abandonada más tarde y fue cubierta por la arena. La acumulación de arena alcanzó la misma altura que su muro, y fue necesaria una intensa retirada de la arena para restaurar algunas de sus instalaciones, como la mezquita, dentro de la casba. La restauración de la casba vino acompañada de una adecuación del entorno como lugar turístico.